# Руне Педерсен
Руне Педерсен (норв. Rune Pedersen; нар. 19 травня 1963, Мосс, Норвегія) — норвезький футбольний суддя. Арбітр ФІФА з 1989 по 2003 роки. З 1990 по 2000 роки 10 разів визнавався найкращим арбітром Норвегії, лише одного разу — в 1993 році, поступившись цим званням Рою Гельге Ульсену.

## Кар'єра
З 1987 року обслуговував матчі вищого дивізіону Норвегії, а 1989 року отримав статус арбітра ФІФА і став працювати на міжнародних матчах.
15 листопада 1997 року судив матч відбору чемпіонат світу 1998 року у Києві між збірними України та Хорватії, де не зарахував чистий гол Віталія Косовського, після чого українці за сумою двох матчів поступилися хорватам. Після гри Григорій Суркіс в інтерв'ю з зробив акцент на прізвищі судді і на довгі роки футбольні вболівальники України, бажаючи образити суддю, так і говорили: «Ну ти і Педерсен!»
У 1998 році Педерсен був включений в список суддів на чемпіонат світу у Франції. На «мундіалі» відпрацював два матчі: гру групового етапу Аргентини проти Ямайки, а також чвертьфінальну зустріч між Німеччиною і Хорватією.
Після закінчення кар'єри рефері протягом десяти років був Головою суддівського корпусу Норвезької футбольної асоціації, а потім фахівцем з Конвенції арбітражу УЄФА